# Politique dans l'Isère
Le département français de l'Isère est un département créé le 4 mars 1790 en application de la loi du 22 décembre 1789, à partir des anciennes provinces de Bourgogne et de Champagne. Les 512 actuelles communes, dont presque toutes sont regroupées en intercommunalités, sont organisées en 26 cantons permettant d'élire les conseillers départementaux. La représentation dans les instances régionales est quant à elle assurée par 32 conseillers régionaux. Le département est également découpé en 10 circonscriptions législatives, et est représenté au niveau national par dix députés et cinq sénateurs. 

## Représentation politique et administrative

### Préfets et arrondissements

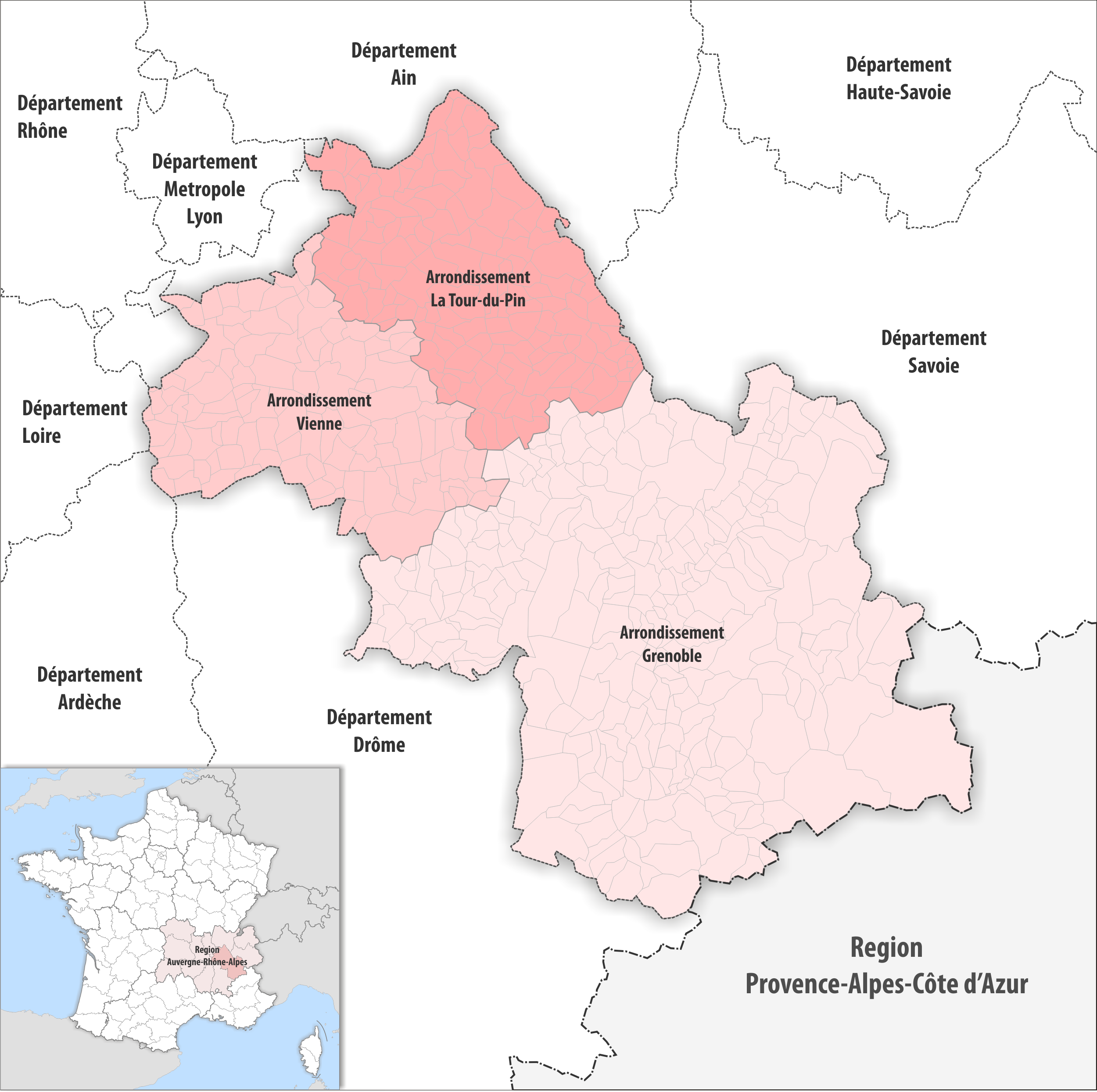
Arrondissements

La préfecture de l'Isère est localisée à Grenoble. Le département possède en outre deux sous-préfectures à La Tour-du-Pin et Vienne. Jusqu'en 1926, une sous-préfecture supplémentaire était située à Saint-Marcellin.

### Députés et circonscriptions législatives

Circonscriptions et affiliations à l'issue des élections de 2024.

| Circ. | Nom                        |  | Parti | Groupe                               | Suppléant            |
| ----- | -------------------------- |  | ----- | ------------------------------------ | -------------------- |
| 1re   | Camille Galliard-Minier    |  | RE    | Ensemble pour la République          | Alim Latrèche        |
| 2e    | Cyrielle Chatelain         |  | LÉ    | Écologiste et social                 | Alban Rosa           |
| 3e    | Élisa Martin               |  | LFI   | La France insoumise                  | Alain Sainte-Martine |
| 4e    | Marie-Noëlle Battistel     |  | PS    | Socialistes et apparentés            | Guillaume Lissy      |
| 5e    | Jérémie Iordanoff          |  | LÉ    | Écologiste et social                 | Marie Questiaux      |
| 6e    | Alexis Jolly               |  | RN    | Rassemblement national               | Aurore Meyrieux      |
| 7e    | Yannick Neuder (2024-2025) |  | LR    | Droite républicaine                  | Sylvie Dézarnaud     |
| 7e    | Sylvie Dézarnaud           |  | DVD   | Droite républicaine                  | —                    |
| 8e    | Hanane Mansouri            |  | UDR   | Union des droites pour la République | Antoine Sauzeau      |
| 9e    | Sandrine Nosbé             |  | LFI   | La France insoumise                  | Christian Ferraris   |
| 10e   | Thierry Perez              |  | RN    | Rassemblement national               | Quentin Féres        |

### Sénateurs
| Nom                |  | Parti | Groupe | Autres mandats (passés ou actuels)                                                                                                   |
| ------------------ |  | ----- | ------ | --- |
| Guillaume Gontard  |  | EELV  | EST    | Maire du Percy (2008 → 2017) |
| Damien Michallet   |  | LR    | REP    | Maire de Satolas-et-Bonce (2014 → 2023) Conseiller départemental de la Verpillière (2015 → )                                         |
| Frédérique Puissat |  | LR    | REP    | Maire de Château-Bernard (2001 → 2017) Conseillère départementale de Matheysine-Trièves (2015 → )                                    |
| Didier Rambaud     |  | RE    | RDPI   | Maire de Châbons (2001 → 2014) Maire du Grand-Lemps (2014 → 2017) Conseiller général puis départemental du Grand-Lemps (1998 → 2021) |
| Michel Savin       |  | LR    | REP    | Maire de Domène (1995 → 2017) Conseiller général de Domène (1990 → 2011)                                                             |

### Conseillers départementaux

Cantons et affiliations à l'issue des élections de 2021.

| Canton               | Conseiller Sortant    | Parti | Parti | Conseiller élu             | Parti | Parti |
| -------------------- | --------------------- | ----- | ----- | -------------------------- | ----- | ----- |
| Bièvre               | Jean-Pierre Barbier   |       | LR    | Jean-Pierre Barbier        |       | LR    |
| Bièvre               | Claire Debost         |       | LR    | Claire Debost              |       | LR    |
| Bourgoin-Jallieu     | Vincent Chriqui       |       | LR    | Vincent Chriqui            |       | LR    |
| Bourgoin-Jallieu     | Evelyne Michaud       |       | LR    | Mireille Blanc-Voutier     |       | LR    |
| Chartreuse-Guiers    | Céline Burlet         |       | DVC   | Céline Dolgopyatoff-Burlet |       | DVC   |
| Chartreuse-Guiers    | André Gillet          |       | LR    | Roger Marcel               |       | DVC   |
| Charvieu-Chavagneux  | Gérard Dézempte       |       | LR    | Gérard Dézempte            |       | LR    |
| Charvieu-Chavagneux  | Annick Merle          |       | LR    | Annick Merle               |       | LR    |
| Échirolles           | Daniel Bessiron       |       | DVG   | Daniel Bessiron            |       | DVG   |
| Échirolles           | Sylvette Rochas       |       | PCF   | Amandine Demore            |       | PCF   |
| Fontaine-Seyssinet   | Khadra Gaillard       |       | PCF   | Sophie Chardon             |       | DVC   |
| Fontaine-Seyssinet   | Guillaume Lissy       |       | PS    | Christophe Revil           |       | DVC   |
| Fontaine-Vercors     | Chantal Carlioz       |       | LR    | Nathalie Faure             |       | DVD   |
| Fontaine-Vercors     | Christian Coigné      |       | UDI   | Franck Longo               |       | MoDem |
| Le Grand-Lemps       | Sylvianne Colussi     |       | LREM  | Cyrille Madinier           |       | LR    |
| Le Grand-Lemps       | Didier Rambaud        |       | LREM  | Isabelle Mugnier           |       | DVD   |
| Grenoble-1           | Nadia Kirat           |       | FSQP  | Sophie Romera              |       | LFI   |
| Grenoble-1           | Benjamin Trocmé       |       | EÉLV  | Benjamin Trocmé            |       | EÉLV  |
| Grenoble-2           | Christine Crifo       |       | PS    | Éléonore Kazazian-Balestas |       | DVG   |
| Grenoble-2           | Pierre Ribeaud        |       | PS    | Jérôme Cucarollo           |       | EÉLV  |
| Grenoble-3           | Olivier Bertrand      |       | EÉLV  | Simon Billouet             |       | LFI   |
| Grenoble-3           | Véronique Vermorel    |       | DVG   | Pauline Couvent            |       | EÉLV  |
| Grenoble-4           | Amandine Germain      |       | PS    | Amandine Germain           |       | PS    |
| Grenoble-4           | Jean-Loup Macé        |       | PS    | Pierre-Didier Tchétché     |       | G.s   |
| Haut-Grésivaudan     | Christophe Engrand    |       | LR    | Christophe Borg            |       | LR    |
| Haut-Grésivaudan     | Martine Kohly         |       | UDI   | Martine Kohly              |       | UDI   |
| L'Isle-d'Abeau       | Daniel Cheminel       |       | LR    | Jean Papadopulo            |       | DVD   |
| L'Isle-d'Abeau       | Cathy Simon           |       | UDI   | Cathy Simon                |       | UDI   |
| Matheysine-Trièves   | Fabien Mulyk          |       | UDI   | Fabien Mulyk               |       | UDI   |
| Matheysine-Trièves   | Frédérique Puissat    |       | LR    | Frédérique Puissat         |       | LR    |
| Meylan               | Agnès Menuel          |       | LR    | Joëlle Hours               |       | MoDem |
| Meylan               | Jean-Claude Peyrin    |       | LR    | Franck Benhamou            |       | LREM  |
| Morestel             | Olivier Bonnard       |       | LR    | Olivier Bonnard            |       | LR    |
| Morestel             | Annie Pourtier        |       | LR    | Annie Pourtier             |       | LR    |
| Le Moyen Grésivaudan | Bernard Michon        |       | PS    | Christophe Suszylo         |       | SE    |
| Le Moyen Grésivaudan | Flavie Rebotier       |       | PS    | Annick Guichard            |       | SE    |
| Oisans-Romanche      | Laure Quignard        |       | PS    | Marie Questiaux            |       | EÉLV  |
| Oisans-Romanche      | Gilles Strappazzon    |       | PS    | Gilles Strappazzon         |       | PS    |
| Le Pont-de-Claix     | Pierre Gimel          |       | LR    | Michel Doffagne            |       | DVD   |
| Le Pont-de-Claix     | Sandrine Martin-Grand |       | LR    | Sandrine Martin-Grand      |       | LR    |
| Roussillon           | Sylvie Dezarnaud      |       | LR    | Christelle Grangeot        |       | DVD   |
| Roussillon           | Robert Duranton       |       | LR    | Robert Duranton            |       | LR    |
| Saint-Martin-d'Hères | Françoise Gerbier     |       | PCF   | Françoise Gerbier          |       | PCF   |
| Saint-Martin-d'Hères | David Queiros         |       | PCF   | David Queiros              |       | PCF   |
| Le Sud Grésivaudan   | Laura Bonnefoy        |       | DVD   | Imen De Smedt              |       | DVC   |
| Le Sud Grésivaudan   | Bernard Perazio       |       | DVC   | Bernard Perazio            |       | DVC   |
| La Tour-du-Pin       | Magali Guillot        |       | LR    | Delphine Hartmann          |       | Agir  |
| La Tour-du-Pin       | Fabien Rajon          |       | LR    | Fabien Rajon               |       | LR    |
| Tullins              | Amélie Girerd         |       | PS    | Amélie Girerd              |       | PS    |
| Tullins              | André Vallini         |       | PS    | André Vallini              |       | PS    |
| La Verpillière       | Damien Michallet      |       | LR    | Damien Michallet           |       | LR    |
| La Verpillière       | Aurélie Vernay        |       | LR    | Aurélie Vernay             |       | LR    |
| Vienne-1             | Erwann Binet          |       | PS    | Christophe Charles         |       | DVD   |
| Vienne-1             | Carmela Lo Curto-Cino |       | PS    | Martine Faïta              |       | UDI   |
| Vienne-2             | Élisabeth Celard      |       | LR    | Isabelle Dugua             |       | DVD   |
| Vienne-2             | Patrick Curtaud       |       | LR    | Patrick Curtaud            |       | LR    |
| Voiron               | Anne Gérin            |       | UDI   | Anne Gérin                 |       | UDI   |
| Voiron               | Julien Polat          |       | LR    | Julien Polat               |       | LR    |

### Conseillers régionaux
Présidence : Laurent Wauquiez (Haute-Loire)
|            | Parti | Siège |
| ---------- | ----- | ----- |
| Majorité   |       |       |
|            | LR    | 11    |
|            | DVD   | 6     |
|            | VIA   | 1     |
| Opposition |       |       |
|            | RN    | 3     |
|            | PS    | 2     |
|            | EÉLV  | 2     |
|            | ÉCO   | 2     |
|            | G.s   | 1     |
|            | GE    | 1     |
|            | PRG   | 1     |
|            | DVG   | 1     |
|            | CÉ    | 1     |
|            | LFI   | 1     |
|            | UDI   | 1     |

### Maires

Carte des 152 communes de l'Isère au 1er janvier 2022.

| Commune              | Maire           |  | Parti | Élection | Population |
| -------------------- | --------------- |  | ----- | -------- | ---------- |
| Bourgoin-Jallieu     | Vincent Chriqui |  | LR    | 2014     | 29 816     |
| Échirolles           | Amandine Demore |  | PCF   | 2023     | 36 708     |
| Fontaine             | Franck Longo    |  | MoDem | 2020     | 22 471     |
| Grenoble             | Éric Piolle     |  | LÉ    | 2014     | 156 389    |
| Saint-Martin-d'Hères | David Queiros   |  | PCF   | 2014     | 38 022     |
| Vienne               | Thierry Kovacs  |  | LR    | 2014     | 31 555     |
| Voiron               | Julien Polat    |  | LR    | 2014     | 21 604     |